# Antigua casa consistorial de Redován
La antigua casa consistorial de Redován (Provincia de Alicante, España) es un edificio situado en la plaza del Ayuntamiento que cuenta con una torre-reloj que data de finales del siglo XIX, artesanal y de gran valor artístico, con un impresionante mecanismo y campanario. Fue sede de los primeros ayuntamientos constituidos en el municipio. 
En la parte baja del edificio se encontraban los calabozos. Una vetusta escalera de caracol conduce hasta la Torre del Reloj. 
En 1998, el Ayuntamiento de Redován ejecutó un proyecto de reforma y acondicionamiento de las instalaciones del vetusto edificio, conservando el aspecto tradicional del mismo, con amplios ventanales alargados. 
Tiene un amplio salón de actos en la primera planta y un balcón clásico de gran belleza artística, que guarda consonancia con el estilo del edificio. 